# Fontaine de Saint-Bieuzy
La Fontaine de Saint-Bieuzy  est située  rue de Kervern, à  Bieuzy dans le Morbihan.

## Historique
Selon la légende, les deux missionnaires gallois et écossais Bieuzy et Gildas le Sage séjournent en 538 dans une grotte située sur les bords du Blavet. Bieuzy se charge plus particulièrement de l'instruction des habitants du pays et devient réputé comme saint guérisseur de la rage appelée « mal de saint Bieuzy ». Selon l'hagiographe Guy Autret de Missirien, saint Bieuzy est l'auteur d'un curieux miracle vers 570 : un valet venu à son office religieux lui demande d'interrompre sa messe pour aller guérir la meute des chiens de son seigneur atteinte de rage mais Bieuzy refuse. Le seigneur du Garo, furieux, vient lui fendre le crâne avec une hache (ou un couteau voire un glaive selon d'autres versions), le coup étant si violent que l’outil y reste planté. Bieuzy aurait fini la messe et trouvé la force de parcourir à pied 80 kilomètres pour se rendre à l’abbaye de Rhuys où il meurt sous la bénédiction de son maître saint Gildas. Au cours de son trajet jusqu'à l'abbaye, Bieuzy aurait passé une nuit à Bieuzy-Lanvaux (ancienne trève de Pluvigner) avec la hache toujours enfoncée dans le crâne. La fontaine de Bieuzy-Lanvaux est depuis cet événement sous la protection du saint guérisseur de la rage et des migraines. La source de la fontaine de Saint-Bieuzy, par analogie, guérirait de la rage les chiens qui viennent d'être mordus et aussi de la rage de dent des hommes, à condition que ces derniers fassent trois fois le tour de l'édicule la bouche pleine d'eau.
La fontaine fait l’objet d’une inscription au titre des monuments historiques depuis le 25 février 1928.
La fontaine est déjà citée en 1125 dans le Cartulaire de Redon. En buvant son eau, les personnes et les animaux atteints de la rage, appelée « mal de saint Bieuzy », trouvaient guérison.

## Architecture

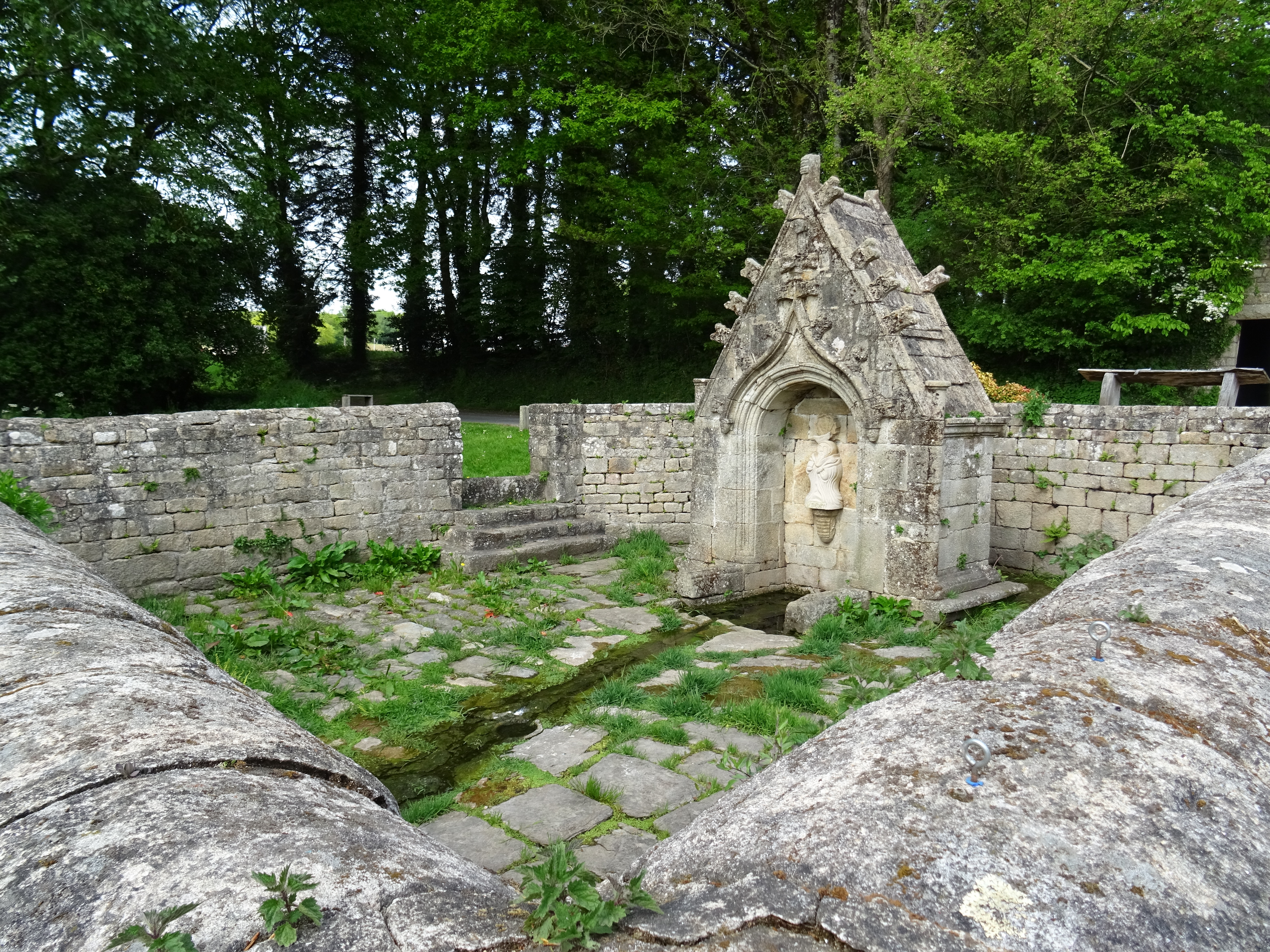
La fontaine de Saint-Bieuzy : vue d'ensemble.

La fontaine, protégée par un enclos dallé avec entrée au sud bordée de piliers, est un édicule de type à pignon et de style gothique flamboyant construit au milieu du XVIe siècle pour les Rimaison dont le blason figure sur la base du fleuron et sur la base de la niche. Cet édicule en pierre de taille abrite une niche ornée d'une coquille Saint-Jacques qui abritait la statue du saint disparue depuis 1974, tout comme les statuettes qui surmontaient les colonnettes d'angle. L'ouverture est encadrée par une archivolte et est coiffée par un arc à cintre surbaissé sous accolade ornée de choux, de crochets reposant sur des masques humains et amortie par un fleuron aujourd'hui disparu. Les rampants du fronton portent des crosses sculptées. À l'extérieur au sud se trouvent un lavoir et trois petites auges destinées à abreuver les animaux.